# Circuito Brasileiro de Voleibol de Praia Masculino Sub-21 de 2020
O Circuito Brasileiro de Voleibol de Praia Sub-21 de 2020, também chamado de Circuito Banco do Brasil de Vôlei de Praia Sub-21, será a décima oitava edição da principal competição nacional de Vôlei de Praia na categoria Sub-21 na variante masculina, prevista para iniciar em 23 de abril de 2020., reprogramado para iniciar em  26 de maio de 2021, devido a Pandemia da COVID-19.

## Resultados

### Circuito Sub-21
| Evento                                                                   | Ouro                            | Prata                            | Bronze                                  | Quarto lugar                     |
| 1ª Etapa Rio de Janeiro, Rio de Janeiro 26 a 29 de maio de 2021.         | Denilson Sobral Wesley Luiz     | Lucas Antônio Casas Samuel Bello | Lucas Coelho João Pedro                 | Pedro Carvalho Heitor Benitto    |
| 2ª Etapa Rio de Janeiro, Rio de Janeiro 29 de maio a 1 de junho de 2021. | Denilson Sobral Wesley Luiz     | Lucas Coelho João Pedro          | Pablo Henrique Acioly Raphael Mangueira | Diego Wendell Mateus Costa       |
| 3ª Etapa Rio de Janeiro, Rio de Janeiro 19 a 21 de julho de 2021.        | Lucas Coelho João Pedro         | Denilson Sobral Wesley Luiz      | Gabriel Zuliani Patrick Colombo         | Thiego Damásio Raphael Mangueira |
| 4ª Etapa Rio de Janeiro, Rio de Janeiro 22 a 24 de julho de 2021.        | Gabriel Zuliani Patrick Colombo | Denilson Sobral Wesley Luiz      | Lucas Coelho João Pedro                 | Pedro Carvalho Heitor Benitto    |